# Mariusz Składanowski
Mariusz Składanowski (ur. 1976 w Pruszczu Gdańskim) – informatyk; pomysłodawca, twórca i właściciel serwisów internetowych Demotywatory.pl, JoeMonster.org, Mistrzowie.org, Komixxy.pl.
Ukończył Technikum Łączności w Gdańsku, a następnie ekonomię na Uniwersytecie Gdańskim. Od 1999 roku przez kilka lat pracował w Wirtualnej Polsce. Pierwszym założonym przez niego serwisem była strona z dowcipami JoeMonster.org, początkowo nosząca nazwę Joke Master.